# Alive/Physical thing
「Alive/Physical thing」（アライブ／フィジカル・シング）は、2009年9月16日に発売された日本の歌手・倖田來未の45枚目のシングル。発売元はrhythm zone。

## 解説
- 前作から約2か月ぶりの発売となった。また、2007年発売の「BUT／愛証」以来約2年ぶりとなる両A面シングルとなった。「CDのみ」「CD＋DVD」の2形態で発売、ジャケットもそれぞれ異なっている。なお、「CD＋DVD」の初回限定盤には「KODA KUMI LIVE TOUR 2009 〜TRICK〜」のダイジェスト映像が収録されており、「CDのみ」の初回限定盤にはボーナストラックとして同ツアーから、7枚目のアルバム『TRICK』に収録されていた「INTRODUCTION FOR TRICK」のフルバージョンである「TRICK」、「Joyful」のライブ音源が追加収録されている。ライブ音源の収録は自身初の試みとなる。
- 「CD＋DVD」「CDのみ」の共通初回限定盤には特典として、2009年10月3日及び4日の2日間、国立台湾大学総合体育館にて開催された初の台湾公演のライブ映像を特典としてストリーミング配信された。
- 本作は“静”と“動”をコンセプトに作られ、両曲とも共通して“孤独”をテーマにしているとのこと[1]。
- 「Alive」は、映画『カムイ外伝』主題歌となっており、崔洋一監督からの強い希望により、クラシックの「私を泣かせてください」（ヘンデル作曲）のカヴァーとなっており、自身初の岩代太郎のストリングスアレンジによるバラードナンバーとなっている[2]。レコーディングはツアー中に行なわれ、一番透き通るようなクリアな声が出るようにレコーディング3日以上前から喉を使わないように気を付けていたとのこと。さらに楽曲は、エンディングにふさわしいバランスとなるように、映画の映像を観ながらトラックダウンが行なわれた[2]。
※ これまで行われた彼女のコンサートでは一度も歌唱はしなかったが、2022年に行われた全編フルオーケストラによる公演『billboard classics KODA KUMI Premium Symphonic Concert 2022 @festival hall』において初歌唱された。
- 「Physical thing」は、music.jp TV-CFソングとなっており、“体感”、“本能”というテーマによって作られた、倖田の真骨頂ともいえるダンスナンバーに仕上がっている[3]。

## 収録曲

### CD＋DVD盤

#### ［Disc 1：CD］
1. Alive [3:42]
作詞：Kumi Koda
作曲：Henderu、Taro Iwashiro
編曲：Taro Iwashiro
2. Physical thing [2:56]
作詞・作曲：Kumi Koda、Thomas Gustafsson、Hugo Lira Negin
3. Alive (Instrumental) [3:41]
4. Physical thing (Instrumental) [2:56]

#### ［Disc 2：DVD］
1. Alive (Music Video)
2. Physical thing (Music Video)

Bonus Video
1. TRICK TOUR 2009 Live Trailer

### CD盤
1. Alive
2. Physical thing
3. Alive (Instrumental)
4. Physical thing (Instrumental)

Bonus Track
1. TRICK "Live Version" (from TRICK TOUR 2009)
2. Joyful "Live Version" (from TRICK TOUR 2009)

## タイアップ
- 映画『カムイ外伝』主題歌 (#1)
- music.jp TV-CFソング (#2)

## 収録アルバム
- Alive
  - 『UNIVERSE』(ビデオクリップは未収録)
  - 『BEST 〜2000-2020〜』(ファンクラブ限定盤)
- Physical thing
  - 『UNIVERSE』
  - 『BEST 〜2000-2020〜』(ファンクラブ限定盤)

## 収録ライブ映像
- Alive
  - 『billboard classics KODA KUMI Premium Symphonic Concert 2022 @festival hall』(WINGS)
- Physical thing
  - 『KODA KUMI 2009 TAIWAN』
  - 『KODA KUMI LIVE TOUR 2010 〜UNIVERSE〜』
    - 『MY NAME IS...』(ファンクラブ限定盤)

  - 『Dream music park』(Dejavu)
  - 『Koda Kumi 15th Anniversary First Class 2nd LIMITED LIVE at STUDIO COAST』(WALK OF MY LIFE、ファンクラブ限定盤)